# フォッソンブローネ
フォッソンブローネ（伊: Fossombrone）は、イタリア共和国マルケ州ペーザロ・エ・ウルビーノ県にある、人口約9,100人の基礎自治体（コムーネ）。

## 地理

### 位置・広がり
ペーザロ・エ・ウルビーノ県中部のコムーネ。ウルビーノから東南東へ14km、ペーザロから南南西へ26kmの距離にある。

#### 隣接コムーネ
隣接するコムーネは以下の通り。
- カーリ
- フェルミニャーノ
- フラッテ・ローザ
- イーゾラ・デル・ピアーノ
- モンテフェルチーノ
- ペルゴラ
- サンティッポーリト
- ウルビーノ

### 気候分類・地震分類
フォッソンブローネにおけるイタリアの気候分類 (it) および度日は、zona E, 2167 GGである。
また、イタリアの地震リスク階級 (it) では、zona 2 (sismicità media) に分類される。

## 行政

### 分離集落
フォッソンブローネには、以下の分離集落（フラツィオーネ）がある。
- Calmazzo, Ghilardino, Isola di Fano, Montalto Tarugo, San Lazzaro, Torricella, Bellaguardia, San Gervasio, San Martino dei Muri, San Piero in Tambis, Santa Maria della Valle

## 人物

### 著名な出身者
- ジュセッペ・オキャリーニ - 20世紀の物理学者。

## 姉妹都市
- Entraigues-sur-la-Sorgue、フランス